# Phantom Manor
Phantom Manor est une attraction de type parcours scénique située dans le parc Disneyland à Disneyland Paris. Il s'agit de la version européenne de l'attraction The Haunted Mansion, ancien concept du train fantôme revisité par Walt Disney et son équipe d'Imagineers. L'attraction est à la fois noire, humoristique, divertissante et particulièrement développée sur le plan esthétique.

## Historique

### Développement
Le 7 janvier 2018, l'attraction ferme pour rénovation,. La réouverture est d'abord prévue à l'automne 2018, avant d'être repoussée pour le mois de janvier 2019, puis pour le 16 février 2019, avant d'être à nouveau repoussée au 3 mai 2019,,. Disneyland Paris se justifie par la découverte d'amiante dans le bâtiment mais également par des difficultés techniques rencontrées lors de l’avancée des travaux, et qui occasionnent des réajustements,.
Ce grand projet de réhabilitation a été mené par une centaine de personnes dont les Imagineers ayant réhabilité l'attraction Pirates of the Caribbean, le tout sous la direction de Björn Heerwagen.

### Concept et création
À la suite du succès de la The Haunted Mansion du parc Disneyland en Californie, chaque parc Disneyland s'est vu attribuer sa propre maison hantée. C'est ainsi qu'a ouvert Phantom Manor pour le parc Disneyland français en 1992. La conception de The Haunted Mansion fut confiée à trois Imagineers, concepteurs et designers des parcs Disneyland :
- Marc Davis voulait une version plus caricaturale et drôle. C'est cet aspect qui prédomine dans la The Haunted Mansion.
- Claude Coats voulait, lui, une vision beaucoup plus sombre et grave.
- Une troisième Imagineer servant d’intermédiaire pour mettre d’accord les deux autres Imagineers ayant une vision opposée.

Les équipes formées pour l'attraction européenne Phantom Manor préfèrent tendre vers une version plus sombre et la musique y contribue.
La version de Disneyland Paris est la seule à déroger au dogme établi par Walt Disney qui stipule qu'aucun élément des parcs ne doit paraître sale, abandonné ou simplement non entretenu. Tony Baxter explique ceci pour des raisons scénaristiques. Si les versions américaines sont dotées de bandes sonores ou de panneaux en anglais, le public européen — aux multiples langues nationales — devait comprendre simplement la nature des lieux. Il a donc été décidé de ne pas suivre ce désir de Walt Disney pour simplifier la narration. Le public assimile en un coup d'œil que le lieu semble abandonné, hanté. Avant même d'en être responsable, Jeff Burke, Show Producer (responsable) de Frontierland déclare à ce propos « lorsque les visiteurs du parc regardent une attraction, ils devraient avoir une idée de ce qu'ils vont trouver à l'intérieur à travers l'aspect extérieur ».
Le personnage de Mélanie Ravenswood, la fiancée de l'histoire, est plus important en France que dans le scénario de The Haunted Mansion. En Europe, cette fiancée fantôme habite et hante toute l'attraction. Un solo vocal est créé spécifiquement. De même, les producteurs de l'attraction désiraient une « boîte à musique hantée ». Le compositeur crée une musique mêlant gramophone et boîte à musique pour exprimer l'attente éternelle de Mélanie Ravenswood, la fiancée abandonnée qui attend son fiancé qui n'arrivera jamais. Cette mélodie est reprise dans l'adaptation au cinéma Le Manoir hanté et les 999 Fantômes, en 2003.

## L'attraction

### Description
Depuis sa réouverture le 3 mai 2019, l'attraction a subi une grande réhabilitation, prise en compte dans cette description,.
L’entrée dans l’attraction commence après avoir passé les grilles du portail de Phantom Manor et se poursuit par l’ascension de la colline à travers les jardins. En s'arrêtant quelques instants, on peut entendre une boite à musique, conçue spécialement pour l’attraction, reprenant son thème musical.
Une fois les jardins traversés, on entre dans le manoir par la porte principale, faisant face à la mine de Big Thunder Mountain, pour arriver dans la première pièce, le foyer. D'abord marquée par le temps, comme l'aspect extérieur du manoir, la pièce semble regagner son faste d’antan une fois que les portes du manoir se ferment. Les visiteurs sont invités à rejoindre la pièce suivante où l’histoire tragique des prétendants de Mélanie Ravenswood, la fille de Henry Ravenswood, le propriétaire du manoir, est narrée via quatre tableaux situés aux quatre coins de la pièce. À noter le détail des chandeliers ayant une forme de gargouille et le fantôme d’Henry apparaissant au plafond lors des coups de tonnerre. Selon Jeff Burke, responsable de Frontierland, il ne s'agit pas du fantôme d'Henry Ravenswood à proprement parler. Le fantôme est l'incarnation de la méchanceté et la tension, conséquences de la cupidité et l'avarice du propriétaire.
Une nouvelle porte s’ouvre et invite les visiteurs à s'enfoncer encore plus dans le manoir. En continuant dans le couloir, les visiteurs arrivent au quai d’embarquement après être passés devant un succession de tableaux. Les carrosses (aussi appelés Doom Buggies) peuvent accueillir jusqu’à trois personnes.
La première partie de l'attraction commence à droite avec Mélanie regardant par la fenêtre au sommet des escaliers. L'ascension des carrosses mène dans un long couloir où on aperçoit successivement :
- Le fantôme de Mélanie tenant un chandelier à la main.
- Un piano hanté où l'on devine les contours du pianiste fantôme jouant un des thèmes musicaux de l’attraction. Plusieurs couronnes de fleurs sont disposées de part et d’autre et un corbeau est également posé sur l’une d'elles, un cercueil est également ouvert.
- Une succession de portes dont les poignées tournent toutes seules.

Pendant ce trajet, il faut être attentif à l’ensemble des détails décoratifs rajoutant au caractère hanté du manoir.
Les visiteurs entrent dans une nouvelle salle en tournant autour d’une table en mouvement sur laquelle est posée une boule de cristal. A l’intérieur, on distingue la tête de la voyante Madame Leota (visage de l'imagineer Leota Toombs) prédisant la malédiction frappant ces lieux.
Cette première partie se termine dans la salle de bal. Plusieurs fantômes rentrent dans la salle par le corbillard aperçut à côté de la cheminée. D’autres fantômes richement habillés, selon la mode du 19e siècle, sont attablés au centre de la pièce. En haut de l’escalier, Mélanie est à côté de son père, le Phantom. Tout à gauche de la salle de bal sont présents plusieurs couples de danseurs fantomatiques dansant sur la musique jouée à l’orgue dont s’échappent des fantômes par les tuyaux. Au-dessus est accrochée une peinture de Phantom Manor lorsqu'il était à son apogée. À la suite, les visiteurs entrent dans la chambre de Mélanie où cette dernière, accablée de chagrin, est devant la coiffeuse. Dans le reflet du miroir, vous apercevez le fantôme de son père par-dessus son épaule.
La deuxième partie de l'attraction se poursuit avec la sortie (fictive) du manoir. Les carrosses passent devant le Phantom se tenant, une pelle à la main, dans le cimetière près d’une tombe fraichement creusée. Un chien fantôme se dresse parmi les tombes puis on peut jeter un dernier regard à Mélanie dans sa chambre avant de s'enfoncer un peu plus dans les entrailles de la ville. Le carrosse se tourne vers quatre bustes chantant « Grim Grinning Ghosts » composée par Buddy Baker et reprise dans les autres attractions The Haunted Mansion des parcs Disneyland .
Finalement, on entre dans la ville fantôme de Thunder Mesa où le maire en personne souhaite la bienvenue. Plusieurs bâtiments sont représentés : la banque, l’apothicaire, le saloon, l’hôtel avec pour chacun une scène qui leur est propre. Le Phantom fait une dernière apparition à côté d’un cercueil neuf, ouvert, et d’une corde prête pour pendre quelqu’un … mais qui sera sa prochaine victime ?
En sortant de la ville, les visiteurs passent devant le caveau contenant le cercueil des quatre prétendants de Mélanie dont l’un d’eux tient une bague de fiançailles dans sa main. La fin de l'attraction se termine par le passage devant une série de miroirs où le fantôme de Mélanie apparait à l’intérieur du carrosse, entre les visiteurs. Elle les demande notamment en mariage.

### Histoire fictive
Le manoir appartient aux Ravenswood, une riche famille vivant à Thunder Mesa, une ville fondée à la Frontière à la fin du XIXe siècle,. Il est situé sur la colline de Boot Hill, près du cimetière,.

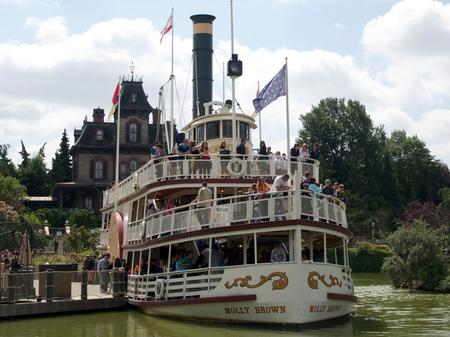
Le Molly Brown à quai à Thunder Mesa et le manoir des Ravenswood dans le fond.

Le père de la famille Ravenswood, Henry, est quelqu'un de très possessif, et il n'apprécie guère que sa fille, Mélanie, se rapproche d'un autre homme. Celle-ci a durant sa vie eu quatre prétendants : Barry Claude, tué par un ours, le capitaine Rowan D. Falls, mort après une chute dans une cascade, Ignatius « Iggy » Knight, le responsable de la mine de la Big Thunder Mining Company, décédé après qu'un bâton de dynamite fut accidentellement allumé, et Swayer Bottom, tranché en deux par une scie,. La rumeur dit qu'Henry Ravenswood est le responsable de toutes ces morts. Mélanie, attristée, est restée toute sa vie une future mariée,.
Désormais, les esprits d'Henry (surnommé le « Phantom »,) et Mélanie hantent le manoir et effraient ses visiteurs.

## Données techniques
Cette attraction bénéficie du système Disney Premier Access
- Ouverture : 12 avril 1992[1]
- Conception : Walt Disney Imagineering
- Durée : 4 min (ascenseur et couloir) + 6 min (véhicule)[1]
- Nombre de véhicules : 130[1]
- Capacité horaire : 2 200 passagers par heure[27].
- Nombre d'ascenseurs : 2[1]
- Audio-animatronics : 92[1]
- Pays : Frontierland[1]
- Type d'attraction : Train fantôme en omnimover avec audio-animatronics[1]
- Situation :
  - Entrée : 48° 52′ 14″ N, 2° 46′ 36″ E
  - Bâtiment : 48° 52′ 13″ N, 2° 46′ 38″ E

## Accident
Le 2 avril 2016, un technicien de maintenance est décédé accidentellement à la suite d'une électrocution.